# Organo della chiesa di Notre-Dame-d'Auteuil a Parigi

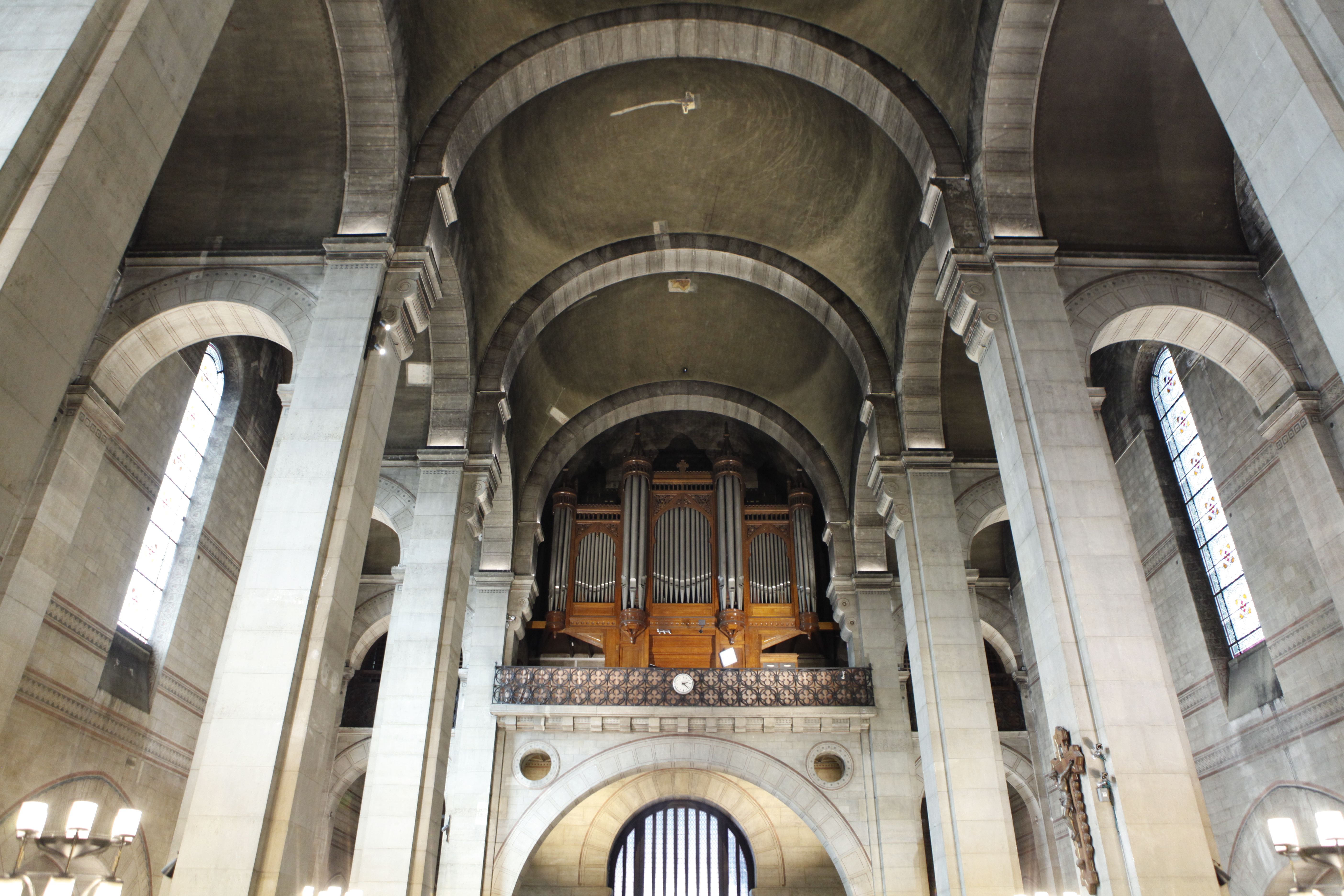
Interno verso la controfacciata della chiesa di Notre-Dame-d'Auteuil a Parigi, con l'organo a canne sulla cantoria sopra l'ingresso.

L'organo della chiesa di Notre-Dame-d'Auteuil a Parigi è l'opus 501 di Aristide Cavaillé-Coll, costruito tra il 1884 e il 1885. Sostanzialmente ampliato nel 1937-38 dalla ditta Gloton-Debierre, viene regolarmente utilizzato per le liturgie e per concerti.

## Storia

### L'organo del 1877-78
La chiesa di Notre-Dame-d'Auteuil sorse nel cuore dell'omonimo quartiere della città di Parigi tra il 1877 e il 1884 per volere dell'allora parroco Pierre-Henri Lamazou, che sarebbe poi diventato vescovo di Limoges nel 1881 e successivamente di Amiens. Questi era stato precedentemente vicario parrocchiale presso la chiesa di Saint-Sulpice mentre Aristide Cavaillé-Coll ne ricostruiva l'organo a canne maggiore e aveva stretto amicizia con l'organaro; a lui chiese, nel 1877, di edificare uno strumento (opus 481) per l'erigenda chiesa di Auteuil.

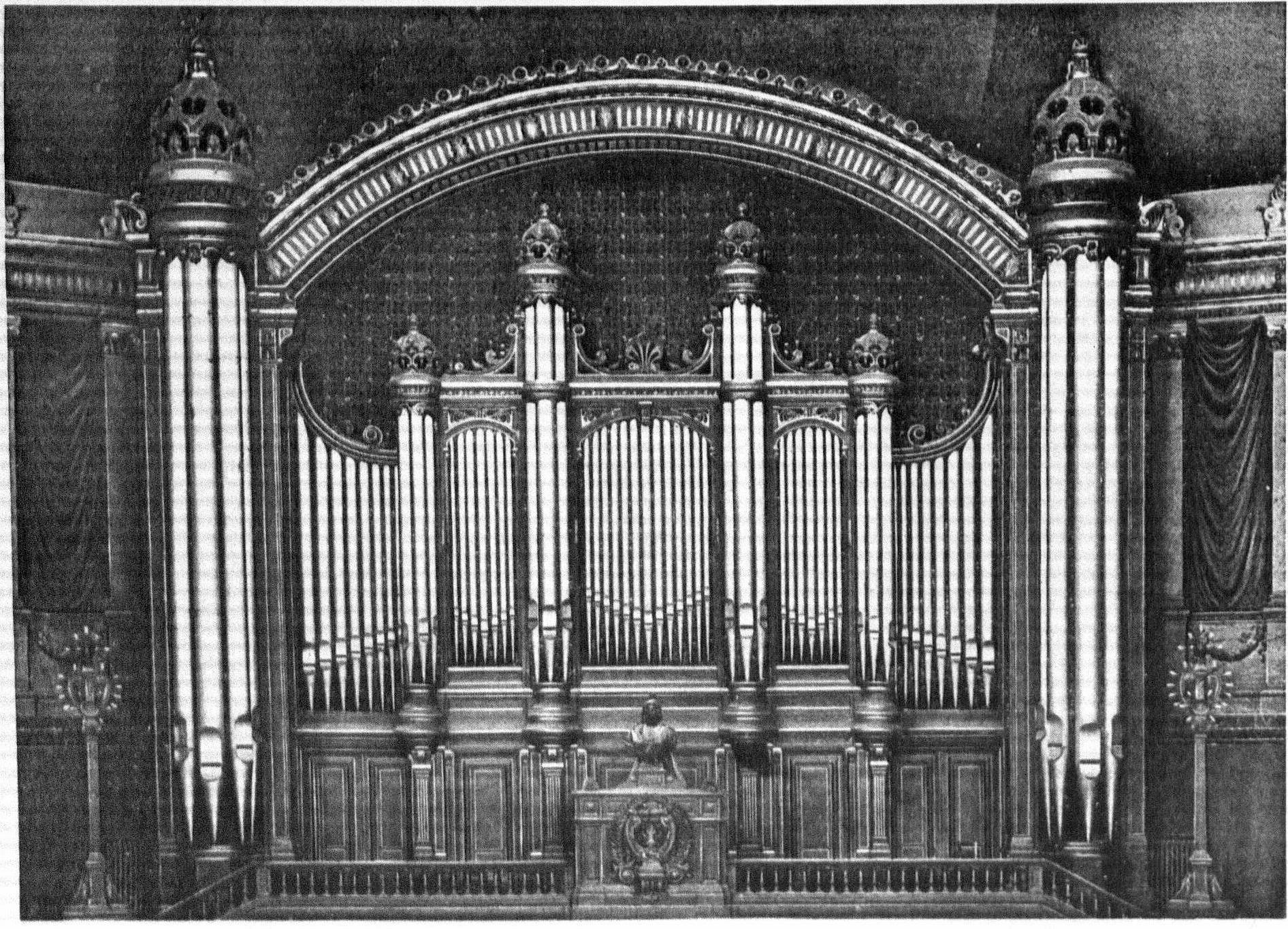
L'organo del palais du Trocadéro (1877-78), il cui nucleo originario era stato costruito da Aristide Cavaillé-Coll per essere l'organo della chiesa di Notre-Dame-d'Auteuil.

Pierre-Henri Lamazou si accordò con Aristide Cavaillé-Coll per la costruzione di un organo a 45 registri su tre manuali e pedale. Nello stesso periodo, in vista dell'Esposizione universale del 1878, era in costruzione il Palazzo del Trocadéro su progetto degli architetti Jules Bourdais e Gabriel Davioud, che vi idearono un ampio auditorium all'interno del quale avrebbe dovuto trovare luogo un organo a canne di grandi dimensioni. L'organizzazione si rivolse a Cavaillé-Coll, il quale presentò un progetto per 200 000 franchi, considerato troppo costoso. L'organaro quindi propose di prendere in prestito lo strumento che stava realizzando per la chiesa di Notre-Dame-d'Auteuil e che era in fase di completamento, poiché la costruzione dell'edificio di culto era stata appena intrapresa. L'organo, quindi, per poter essere adattato al nuovo ambiente di destinazione provvisoria, venne ampliato con un quarto manuale; il nucleo originario rimase di proprietà della parrocchia, mentre quello successivo sarebbe stato smontato dopo la fine dell'esposizione, rimanendo di proprietà dello Stato.
Il palais du Trocadéro avrebbe dovuto essere stato demolito al termine dell'esposizione; tuttavia ciò non avvenne. Pierre-Henri Lamazou volle che, secondo gli accordi, gli venisse reso l'organo a canne; ciò suscitò la reazione di numerosi musicisti parigini dell'epoca, tra cui Alexandre Guilmant e Charles-Marie Widor, i quali chiesero e ottennero che l'intero strumento venisse acquistato dallo Stato.

### L'organo del 1884-1885
Al termine dei lavori di costruzione della chiesa di Notre-Dame-d'Auteuil, la parrocchia si rivolse nuovamente ad Aristide Cavaillé-Coll affinché costruisse un organo a canne per essa. L'organaro, che si sentiva in debito per quanto successo relativamente allo strumento precedente, garantì che avrebbe costruito un organo curandone particolarmente la realizzazione e l'intonazione. Venne progettato uno strumento di grandi dimensioni, con tre manuali che però furono ridotti a due (e i registri a 32) in seguito alla mancanza di fondi adeguati da parte della parrocchia. Terminato, fu inaugurato l'11 febbraio 1885 con un concerto di Charles-Marie Widor e Henri Dallier.
L'organo fu successivamente più volte oggetto di restauri; il primo fu ad opera di Charles Mutin, prosecutore dell'attività di Cavaillé-Coll, il quale non apportò modifiche sostanziali. Tra il 1936 e il 1938, sotto la direzione di vari organisti tra i quali l'allora titolare Paul Marcilly, Albert Alain e Marcel Dupré, venne notevolmente ampliato da parte dalla ditta Gloton-Debierre che elettrificò la trasmissione, portò i registri a 53 e aggiunse una tastiera, pur mantenendo integro il nucleo e la sonorità originali. Un nuovo intervento fu condotto grazie ai finanziamenti della città di Parigi nel 1983-83 da Jacques Barbéris, il quale non modificò l'organo ma si limitò ad una profonda pulitura e ad una revisione generale. Il concerto inaugurale ebbe luogo il 9 dicembre 1984 e fu tenuto dall'allora organista titolare Henri Veyssière.
Dal 1999 lo strumento è stato utilizzato per una serie di concerti annuali organizzati dal municipio del XVI arrondissement di Parigi, al cui interno ricade la chiesa, nei quali si sono esibiti organisti provenienti da accademie francesi e dell'estero. Il 16 novembre 2016 l'organo è stato smontato per un restauro da parte della DFLO di Denis Lacorre, il termine del quale è previsto per la Pasqua 2017; in sua sostituzione, è stato provvisoriamente installato un organo positivo a pavimento, nella navata.

## Descrizione

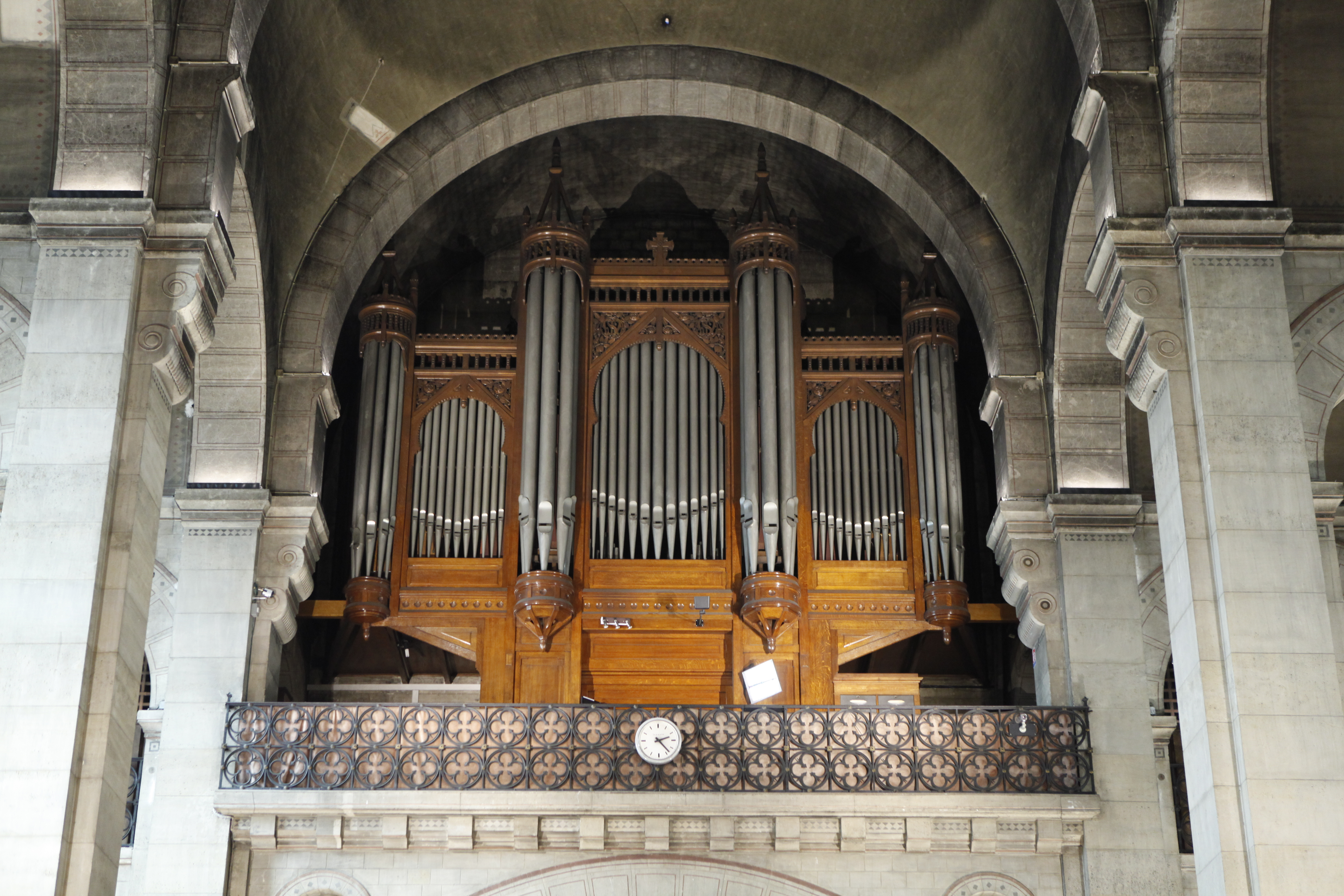
L'organo a canne.

L'organo a canne trova luogo in controfacciata, sulla cantoria sopra il portale d'ingresso; quest'ultima è sorretta da una grande arcata a tutto sesto in blocchi di pietra e delimitata da un parapetto in ferro battuto.
Il materiale fonico è interamente racchiuso all'interno della cassa lignea, in stile eclettico con elementi decorativi di derivazione neoromanica. La mostra è composta da canne di principale disposte entro tre campi ad arco, con bocche a scudo con andamento contrario a quello delle sommità delle stesse; essi sono intervallati da quattro tourelles a pianta circolare, il cui coronamento è costituito da cupolini. Al di sopra della mostra, corre un finto loggiato sorretto da colonnine.
Il sistema di trasmissione è elettropneumatico e i registri sono in totale 53. La consolle, risalente al rifacimento degli anni 1930, è fissa ed è addossata alla parete anteriore della cassa, al di sotto della mostra; dispone di tre tastiere di 56 note ciascuna (Do1-Sol5) e pedaliera concava di 32 note (Do1-Sol3), con i registri, le unioni e gli accoppiamenti azionati da placchette a bilico poste su più file ai lati e al di sopra dei manuali.
La disposizione fonica è la seguente:
| I - Grand-Orgue  |     |
| Montre           | 16' |
| Bourdon          | 16' |
| Montre           | 8'  |
| Bourdon          | 8'  |
| Salicional       | 8'  |
| Flûte harmonique | 8'  |
| Prestant         | 4'  |
| Flûte douce      | 4'  |
| Doublette        | 2'  |
| Fourniture       | V   |
| Cymbale          | IV  |
| Cornet           | V   |
| Bombarde         | 16' |
| Trompette        | 8'  |
| Clairon          | 4'  |

| II - Positif expressif |        |
| Principal              | 8'     |
| Bourdon                | 8'     |
| Flûte creuse           | 8'     |
| Flûte                  | 4'     |
| Quinte                 | 2.2/3' |
| Quarte                 | 2'     |
| Tierce                 | 1.3/5' |
| Larigot                | 1.1/3' |
| Fourniture             | IV     |
| Cymbale                | IV     |
| Trompette              | 8'     |
| Clairon                | 4'     |
| Cromorne               | 8'     |

| III - Récit expressif |        |
| Quintaton             | 16'    |
| Cor de nuit           | 8'     |
| Flûte traversière     | 8'     |
| Viole de gambe        | 8'     |
| Voix céleste          | 8'     |
| Flûte octaviante      | 4'     |
| Nasard                | 2.2/3' |
| Octavin               | 2'     |
| Fourniture            | IV     |
| Bombarde              | 16'    |
| Trompette harmonique  | 8'     |
| Basson-hautbois       | 8'     |
| Voix humaine          | 8'     |
| Clairon               | 4'     |
| Trémolo               |        |

| Pédale    |     |
| Soubasse  | 32' |
| Soubasse  | 16' |
| Flûte     | 16' |
| Principal | 8'  |
| Basse     | 8'  |
| Flûte     | 8'  |
| Flûte     | 4'  |
| Bombarde  | 16' |
| Trompette | 8'  |
| Clairon   | 4'  |

Organisti titolari
- Joseph Franck (1861-1866)
- Charles Schwaab (1885-1923)
- Joseph Noyon (1923-1926)
- Paul Marcilly (1926-1963)
- Henry Veysseyre (1950-1998)
- Frédéric Blanc (dal 1998)